# Abner Benaim
Abner Benaim (Panamá, 1971) es un productor, director, guionista y artista plástico panameño.

## Biografía
Benaim estudió Relaciones Internacionales en la Universidad de Pensilvania, Estados Unidos. Posteriormente cursó estudios de Cinematografía en Camera Obscura en Tel Aviv. Inició sus aportes al mundo de los documentales independientes con producciones como Good Vibes y Round Trip To Panama, presentados en Jerusalén, Tel Aviv, Haifa, Los Ángeles, Chicago, Nueva York, Miami y Panamá, recibiendo múltiples nominaciones y premios en diversos festivales internacionales.
En 2004 fundó Apertura Films en la Ciudad de Panamá. Al año siguiente estrenó como director la serie documental de once capítulos El otro lado, ganadora del New York Television Festival Best Documentary Award 2005 y reconocida por la revista Rolling Stone en su edición de Latinoamérica como uno de los 100 mejores programas de TV de todos los tiempos.
En 2009 dirigió el largometraje Chance, una ficción que batió récords de audiencia con más de 140.000 espectadores en salas panameñas y más de medio millón de espectadores en la región. Obtuvo el galardón Japan Skip City D-Cinema Festival Best Screenplay Award 2011 y fue adquirida por HBO e Ibermedia TV.
Empleadas y patrones, el documental que dirigió en 2010, se estrenó en IDFA, Holanda y fue presentada en Hot docs Toronto, London International Film Festival y en más de 40 certámenes internacionales.
En 2014 presentó Invasión, un documental sobre la memoria colectiva en torno a la invasión de Estados Unidos a Panamá en 1989. En su estreno en el Festival Internacional de Cine IFF Panamá, se alzó con el Premio del Público a Mejor Documental y el Premio Mejor Película de Centroamérica y El Caribe. 
Invasión fue seleccionada para representar a Panamá en la Categoría de Mejor Película de habla no inglesa para la 87 a edición de los Premios Óscar.
Durante 2015 Invasión fue reconocida con el Premio a Mejor Director en Miami International Film Festival (MIFF), el Premio al Mejor Documental del Caribe en el Festival Internacional de Cine de Barranquilla FIQBAC, Colombia, y el Biznaga de Plata, Premio del Público en el Festival de Málaga de Cine Español.
En el film colectivo Historias del Canal (2014), Benaim dirigió el segmento 1977.
En 2018 Yo no me llamo Rubén Blades, ganadora del premio de la audiencia en el festival SXSW y mostrada en HBO.
Plaza Catedral (ex Biencuidao), su más reciente proyecto, recibió el VFF Talent Highlight Pitch Award en el Talent Project Market de Berlinale 2015.
Su última ficción Plaza Catedral (2021), fue seleccionada en la lista corta “shortlist” para Mejor Película extranjera de los Premios Oscar y estrenada en el Festival Internacional de Cine de Guadalajara, donde obtuvo el premio a la mejor actriz y premio al mejor actor en la categoría Mezcal. 
Considerado pionero del cine panameño, ha representado a su país en tres ocasiones en la selección oficial para los premios Oscars con Invasión (2014) y Yo no me llamo Ruben Blades (2018), y con Plaza Catedral. 
Otras producciones de Benaim incluyen Life in nature (2002), In the attic (2003), On the bench (2014, serie Short Plays), Bulldog Noise (2004) y el libro Panamix.

## Filmografía
- Plaza Catedral (2021)
- Yo no me llamo Rubén Blades (2018)
- Zachrisson (2016)
- Invasión (2014)
- Historias del Canal, segmento 1977 (2014)
- Empleadas y patrones (2010)
- Chance (2009)
- El Otro Lado (2005)
- Bulldog Noise (2004)
- Good vibes (2003)
- In the attic (2003)
- Round trip to Panama (2002)
- Life in Nature (2002)